# 阿布氏副棘鰍
阿布氏副棘鰍（學名：Paracanthocobitis abutwebi），為輻鰭魚綱鯉形目條鰍科副棘鰍屬的其中一種。分布於亞洲孟加拉卡納普特拉河、梅格納河以及雅魯藏布江下游和恒河流域，體長可達5.3公分，棲息在河川底層水域，生活習性不明。

## 扩展阅读
維基物種上的相關：阿布氏副棘鰍